# Austrolimnophila (Austrolimnophila) caparaoensis
Austrolimnophila (Austrolimnophila) caparaoensis is een tweevleugelige uit de familie steltmuggen (Limoniidae). De soort komt voor in het Neotropisch gebied.